# 鄭子洋
鄭子洋（1995年11月22日—）為臺灣男子籃球、游泳雙棲運動員，籃球場上位置為中鋒。

## 生平
鄭子洋在國小時身高已達185公分，是籃球校隊成員，但國高中時期是游泳校隊成員，主攻項目為自由式與蝶式，進入中國文化大學在大一下才開始接受正規籃球訓練，2015年受時任臺灣銀行總教練洪濬正推薦參加超級籃球聯賽新人選秀會但落選，2020年6月經朋友介紹下成為超級籃球聯賽裕隆納智捷練習生，之後有在第十八季超級籃球聯賽登錄名單當中，但整個賽季沒有上場紀錄，2021年11月加盟P. LEAGUE+福爾摩沙台新夢想家。2022–23年賽季以租借方式效力超級籃球聯賽彰化柏力力。